# Seguin, Texas
Seguin là một thành phố thuộc quận Guadalupe, tiểu bang Texas, Hoa Kỳ. Năm 2010, dân số của xã này là 25175 người.

## Dân số
- Dân số năm 2000: 22011 người.
- Dân số năm 2010: 25175 người.